# Araneus jalisco
Araneus jalisco là một loài nhện trong họ Araneidae.
Loài này thuộc chi Araneus. Araneus jalisco được Herbert Walter Levi miêu tả năm 1991.